# MK Makkabi Tel-Aviv
A Makkabi Tel-Aviv Football Club (héber betűkkel מועדון כדורגל מכבי תל אביב Moadon Kaduregel Maccabi Tel Aviv, angolul: Maccabi Tel Aviv F.C.) egy izraeli labdarúgócsapat, amely az első osztályban szerepel.

## Eredményei
- Izraeli bajnok
  - Bajnok (26):[2] 1935–36, 1936–37, 1939, 1941–42, 1946–47, 1949–50, 1951–52, 1953–54, 1955–56, 1957–58, 1966–68, 1969–70, 1971–72, 1976–77, 1978–79, 1991–92, 1994–95, 1995–96, 2002–03, 2012–13, 2013–14, 2014–15, 2018-2019, 2019-2020, 2023-2024, 2024/25
- Izraeli kupa
  - Győztes (23):[3] 1929, 1930, 1933, 1941, 1946, 1947, 1954, 1955, 1958, 1959, 1964, 1965, 1967, 1970, 1977, 1987, 1988, 1994, 1996, 2001, 2002, 2005, 2015
- AFC-bajnokok ligája
  - Győztes (2): 1968–69, 1970–71
- Izraeli ligakupa
  - Győztes (5): 1992–93, 1998–99, 2008–09, 2014–15, 2017–18
- Izraeli szuperkupa
  - Győztes  (5):[4] 1964–65 (megosztva MK Makkabi Rámat Gan), 1967–68, 1976–77, 1978–79, 1987–88
- Lilian kupa
  - Győztes (2): 1985–86, 1986–87